# خولون‌بویر (دورنود)
خولون‌بویر (به زبان مغولی: Хөлөнбуйр сум، [Xölönbujr sum]؛ ᠬᠥᠯᠥᠨ ᠪᠤᠶᠢᠷ ᠰᠤᠮᠤ، [kölön buyir sumu]) یک شهرستان (سُوم) در مغولستان است که در استان دورنود واقع شده‌است. خولونبوئیر ۳٬۷۷۳ کیلومتر مربع مساحت دارد.

## تقسیمات اداری
شهرستان خولون‌بویر متشکل از ۳ قصبه (باغ) می‌باشد، شامل:
- باتوخان (مغولی: Батхаан баг، [Batxaan bag]؛ ᠪᠠᠲᠤ ᠬᠠᠭᠠᠨ ᠪᠠᠭ، [batu qaɣan baɣ])
- بایان‌اُول (مغولی: Баян-Уул баг، [Bajan-Uul bag]؛ ᠪᠠᠶ᠋ᠠᠨ ᠲᠦ᠋ᠮᠡᠨ ᠪᠠᠭ، [bayan aɣula baɣ])
- بایان‌اولجیت (مغولی: Баян-Өлзийт баг، [Bajan-Ölzijt bag]؛ ᠪᠠᠶᠠᠨ ᠥᠯᠵᠡᠶᠢᠲᠦ ᠪᠠᠭ، [bayan öljeyitü baɣ])